# Alosa alabamae
Cá trích dày mình Alabama (Alosa alabamae) là một loài cá bị nguy cơ thuộc họ Clupeidae bản địa Hoa Kỳ.
Cá trình dày mình Alabama sinh ra trong môi trường con sông lớn chảy từ sông Mississippi thoát nước sông Suwannee, Florida. Chúng được tìm thấy ở một số hệ thống cống rãnh bờ biển vùng Vịnh, nhưng được cho là bị tuyệt diệt khỏi những lưu vực phía tây Pascagoula ở Mississippi